# 多溴二苯醚

多溴二苯醚的结构

多溴二苯醚（英語：Polybrominated diphenyl ethers，缩写PBDEs）是一类有机溴化合物，常用作阻燃剂。和其它有机溴阻燃剂类似，多溴二苯醚已被广泛用于各种产品的防火，包括建筑材料、电子产品、家具、塑料、聚氨酯泡沫、纺织品等。多溴二苯醚在结构上类似于多氯联苯（PCBs）等多鹵代化合物，同时也是一种持久性有機污染物（POPs）。